# 도로시 프로베인
도로시 프로베인(Dorothy Provine, 1935년 1월 20일 ~ 2010년 4월 25일)는 미국의 배우, 가수, 음악가, 텔레비전 배우, 영화배우이다.
브레머튼에서 사망하였다. 사인은 폐기종이다.

## 영화
- 0011 나폴레옹 솔로 - 지옥특파 (1966년)
- 명탐정 디씨 (1965년)
- 그레이트 레이스 (1965년) - 릴리 올레이 역
- 첩보원 0011 (1964년)
- 이웃 만들기 (1964년)
- 매드 매드 대소동 (1963년)
- 선셋 77번가 (1958년)